# Papa Stronsay
Papa Stronsay es una pequeña isla deshabitada, localizada en el archipiélago de las Órcadas, en Escocia. Se encuentra ubicada al este de Stronsay. Se trata de una isla fértil, que antiguamente constituía un importante centro de extracción de arenques, siendo finalmente abandonada en los años 70.
Desde 1999 se instala una comunidad de redentoristas transalpinos tradicionalistas. El monasterio se llama Gólgota y hasta junio del 2008 estaban vinculados a la Sociedad de San Pío X. Benedicto XVI levantó las suspensiones que pesaban sobre ellos.

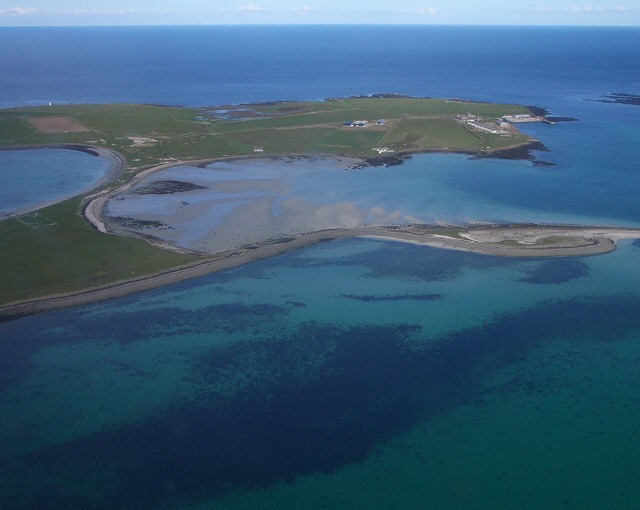
Vista aérea de la isla.

- Datos: Q1411576
- Multimedia: Papa Stronsay / Q1411576